# パキーノ
パキーノ（イタリア語: Pachino, シチリア語: Bachinu o Pachinu）は、イタリア共和国シチリア州シラクーザ県にある、人口約2万2000人の基礎自治体（コムーネ）。

## 地理

### 位置・広がり

#### 隣接コムーネ
隣接するコムーネは以下の通り。括弧内のRGはラグーザ県所属を示す。
- イスピカ (RG)
- ノート
- ポルトパーロ・ディ・カーポ・パッセロ

## 行政

### 分離集落
パキーノには、以下の分離集落（フラツィオーネ）がある。
- Granelli, Marzamemi, Pantano Cuba, Pantano Longarini, Pantano Morghella, Torrefano, Chiappa, Carratois, Concerie, Costa dell'ambra

## 人物

### 著名な出身者
- ヴィタリアーノ・ブランカーティ（英語版） - 作家。